# Hainan Airlines
Hainan Airlines (chinesisch 海南航空公司) ist die größte private chinesische Fluggesellschaft mit Sitz in Haikou und Basis auf dem Flughafen Haikou-Meilan.

## Geschichte
Hainan Airlines mit Sitz in Haikou wurde 1993 gegründet und als Teil der HNA Group aufgebaut, ein Fortune-Global-500-Unternehmen, das sich auf Tourismus, Logistik und Finanzdienstleistungen konzentriert und noch mehrere weitere Fluggesellschaften betreibt. Diese Gesellschaft hält direkt und indirekt über ihre Beteiligungen – unter anderem am Flughafen Haikou-Meilan – Anteile an Hainan Airlines. Der größte Anteilseigner an Hainan Airlines mit 35 % ist Grand China Air.
Im Januar 2011 wurde Hainan Airlines von Skytrax als erste und bislang einzige chinesische Fluggesellschaft mit 5 von 5 Sternen ausgezeichnet. Bis dato ist Hainan Airlines seitdem kontinuierlich unter den Top 10 Fluglinien weltweit.
Zum 15. April 2014 musterte Hainan Airlines ihre drei verbliebenen Airbus A340-600 aus und gab im März 2015 des darauffolgenden Jahres die Absicht bekannt, 30 Boeing 787-9 zu erwerben. Zwei geleaste Boeing 787-9 Flugzeuge wurden im Frühjahr 2016 ausgeliefert; die Auslieferung der übrigen Boeing 787-9 soll bis 2021 abgeschlossen sein.
Am 13. Oktober 2018 wurde die Flotte um den ersten A350 erweitert.
Im Anschluss an das Anbinden der Fluglinie an internationale Standards ist Hainan Airlines seither mit der Erweiterung ihres Netzwerkes um internationale Routen befasst. In der ersten Jahreshälfte 2018 führte das Unternehmen mehrere neue internationale Langstreckendienste ein, die unter anderem die Verbindungen Haikou-Sydney, Shenzhen-Brüssel, Guangzhou-Tel Aviv, Shenzhen-Zürich und Shenzhen-Wien, Shenzhen-Madrid, Changsha-London und Shenzhen-Tianjin-Vancouver umfassen.
Nach Insolvenz im Januar 2021 wurde die Fluggesellschaft im Dezember 2021 von dem chinesischen Investor Fangda Group mit Sitz in Peking übernommen, Neustart ist für Januar 2022 geplant.

## Flugziele
Hainan Airlines bedient über 1000 inländische und internationale Strecken, die fast 100 Städte weltweit anfliegen. Hainan Airlines fliegt, neben einer großen Anzahl an Zielen innerhalb der Volksrepublik China, auch verschiedene internationale Ziele in Europa, Südostasien, Russland, Nahen Osten (Tel Aviv), Afrika, Ozeanien (Australien, Neuseeland) und Nordamerika an. Im deutschsprachigen Raum werden Berlin, Frankfurt am Main, Wien und Zürich bedient.

## Codesharing
| Aegan Airlines | Air Serbia     | Alaska Airlines  | American Airlines | Azul Linhas Aéreas | Beijing Capital Airlines | Brussels Airlines |
| Czech Airlines | Etihad Airways | EVA Air          | Grand China Air   | GX Airlines        | Hong Kong Airlines       | ITA Airways       |
| Korean Air     | S7 Airlines    | Suparna Airlines | Tianjin Airlines  | Uni Air            | WestJet                  | Virgin Australia  |

## Flotte

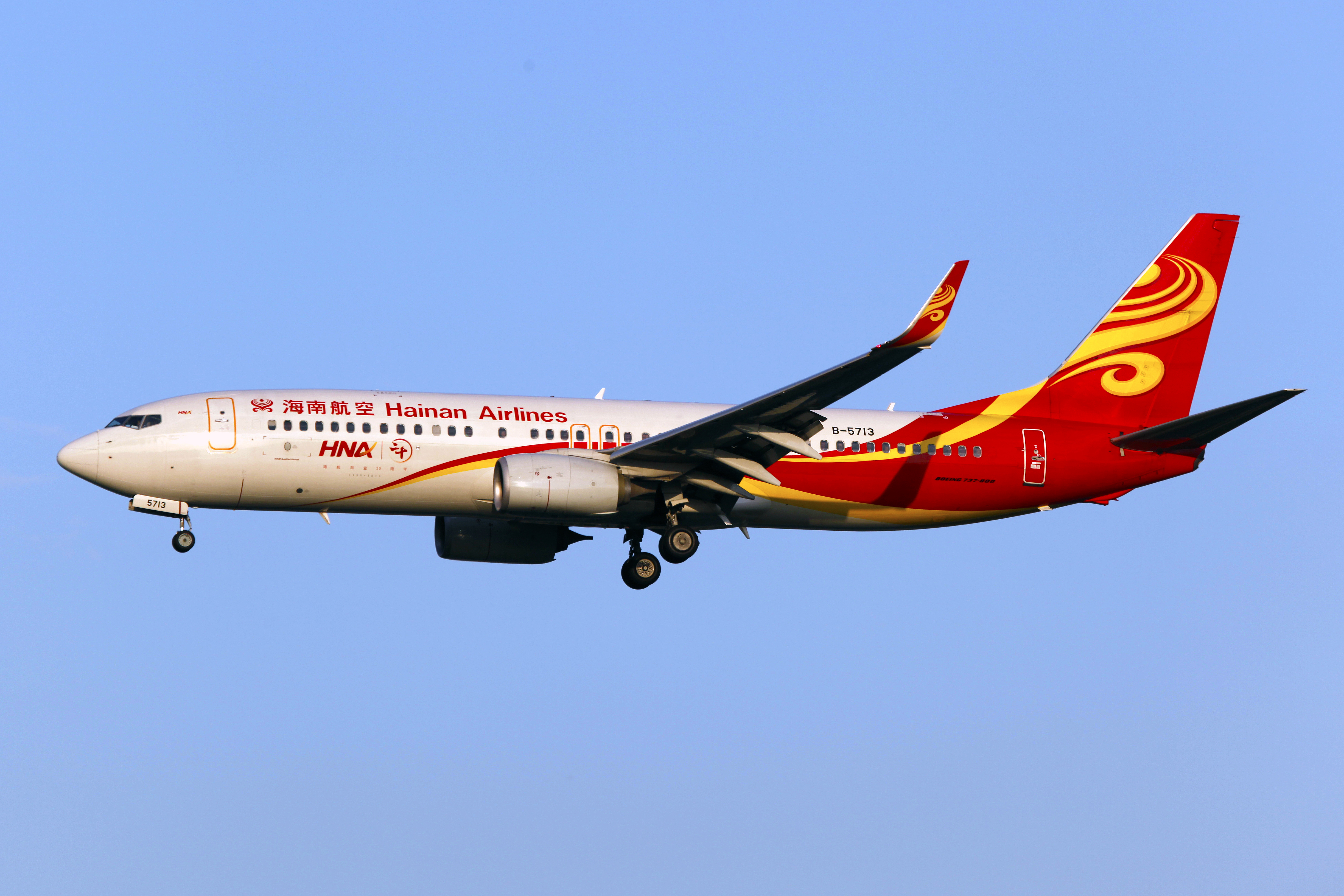
Boeing 737-800 der Hainan Airlines

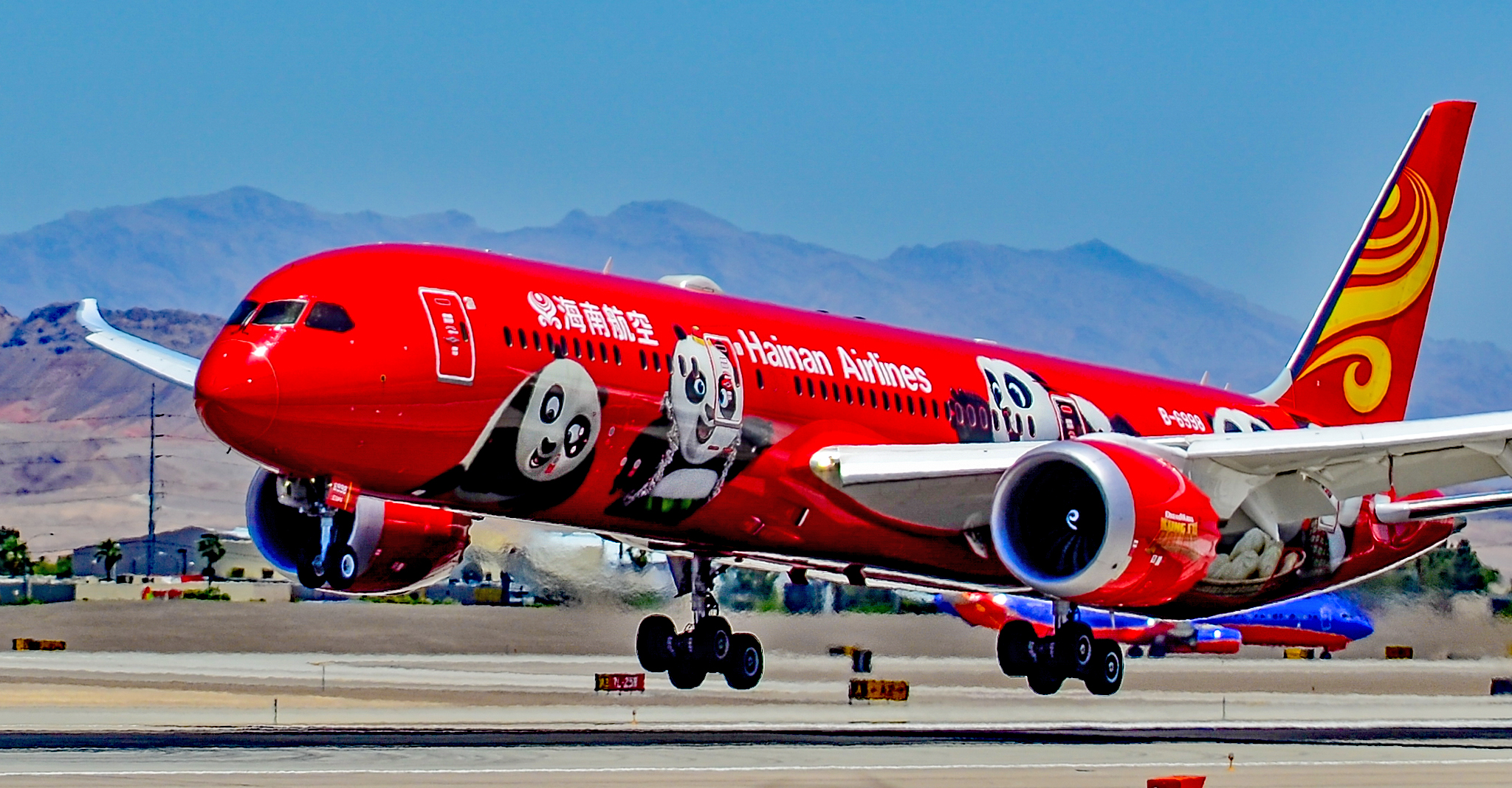
Boeing 787-9 der Hainan Airlines in Kung-Fu-Panda-Bemalung

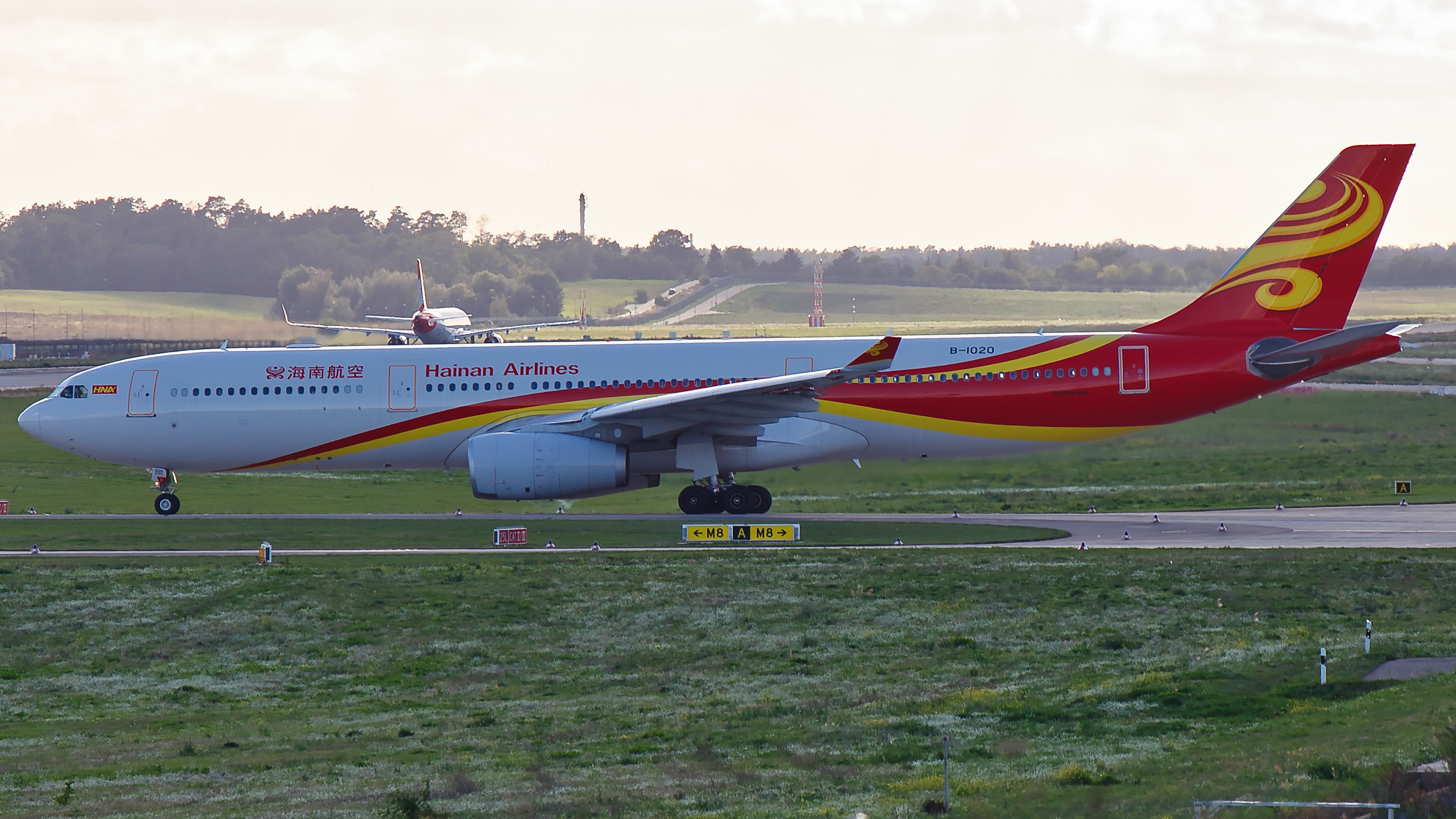
Airbus A330-300 der Hainan Airlines

### Aktuelle Flotte
Mit Stand Januar 2024 besteht die Flotte der Hainan Airlines aus 211 Flugzeugen mit einem Durchschnittsalter von 9,3 Jahren:
| Flugzeugtyp      | Anzahl | bestellt | Anmerkungen                                                 | Sitzplätze (Business/Economy) | Durchschnittsalter (Januar 2024) |
| ---------------- | ------ | -------- | ----------------------------------------------------------- | ----------------------------- | -------------------------------- |
| Airbus A330-200  | 09     |          | einer inaktiv                                               | 214 (36/178) 260 (18/242)     | 13,4 Jahre                       |
| Airbus A330-300  | 020    |          | zwei inaktiv; B-8287 in Hai!MAN-chester-Bemalung            | 292 (32/260) 303 (24/279)     | 8,1 Jahre                        |
| Boeing 737-800   | 133    |          | eine inaktiv                                                | 164 (8/156) 170 (8/162)       | 10,1 Jahre                       |
| Boeing 737 Max 8 | 011    |          | Auftrag für bis zu 50 weitere Flugzeuge                     | 176 (8/168)                   | 5,6 Jahre                        |
| Boeing 787-8     | 010    |          | eine inaktiv                                                | 213 (36/177)                  | 10,2 Jahre                       |
| Boeing 787-9     | 028    |          | B-1343, B-1540, B-6998 und B-7302 in Kung-Fu-Panda-Bemalung | 289 (30/259) 292 (30/262)     | 6,3 Jahre                        |
| Comac C919       |        | 20       |                                                             | - offen -                     |                                  |
| Total            | 211    | 20       |                                                             |                               | 9,3 Jahre                        |

### Aktuelle Sonderbemalungen
| Bemalung                | Flugzeugtyp    | Luftfahrzeugkennzeichen | Zeitraum         | Bild |
| ----------------------- | -------------- | ----------------------- | ---------------- | --- |
| Pepsi                   | Boeing 737-800 | B-1501                  | seit Januar 2023 | Bild gesucht Die Wikipedia wünscht sich an dieser Stelle ein Bild. Weitere Infos zum Motiv findest du vielleicht auf der Diskussionsseite . Falls du dabei helfen möchtest, erklärt die Anleitung , wie das geht. |
| Hainan Free Trade Port  | Boeing 737-800 | B-6063                  | seit August 2020 | |
| Hainan Free Trade Port  | Boeing 787-9   | B-1540                  | seit August 2020 | |
| 5-Star Airlines Skytrax | Boeing 787-9   | B-1343                  | seit Juni 2019   | |
| Qinghualang Wine        | Boeing 787-9   | B-6969                  | seit Januar 2020 | |

Im Jahre 2017 erreichte die Sicherheitsbewertung von Hainan Airlines auf der JACDEC-Liste Platz 3.

### Ehemalige Flugzeugtypen
In der Vergangenheit setzte Hainan Airlines unter anderem folgende Flugzeugtypen ein:
- Airbus A319-100
- Airbus A340-600
- Airbus A350-900
- Boeing 767-300
- Dornier 328JET

## Vielfliegerprogramm
Der Fortune Wings Club ist ein Vielfliegerprogramm für Hainan-Airlines-Passagiere und solche der HNA-Tochtergesellschaften. Clubmitglieder können mit Airline-, Hotel-, Kreditkarten-, Mietwagen- und anderen Partnern Meilen sammeln.

## Logo
Das Hainan Airlines Logo ist eine vereinfachte Darstellung von Garuda, einem mythischen Vogel, und ist in Rot und Gelb gehalten.
Die Farben Rot (红hóng) und Gelb (黄huáng) werden traditionell in China verwendet, um Glück, Erfolg und Reichtum auszudrücken.
Auch bekannt ist die Fluglinie unter dem Namen der Unternehmensgruppe, kurz HNA.